# Morozivka, Kroleveț
Morozivka (în ucraineană Морозівка) este un sat în comuna Kamin din raionul Kroleveț, regiunea Sumî, Ucraina.

## Demografie
Componența lingvistică a localității Morozivka
     Ucraineană (97,25%)
     Rusă (2,75%)
Conform recensământului din 2001, majoritatea populației localității Morozivka era vorbitoare de ucraineană (97,25%), existând în minoritate și vorbitori de rusă (2,75%).